# 28 Years Later: The Bone Temple
Série 28 Jours plus tard
28 Ans plus tard
(2025) 28 ans plus tard III
Pour plus de détails, voir Fiche technique et Distribution.
28 Years Later: The Bone Temple ou 28 ans plus tard II : Le Temple des Os, est un film de science-fiction américano-britannique, réalisé par Nia DaCosta et dont la sortie est prévue le 14 janvier 2026. Il s'agit du 4ème film de la saga et le 2ème volet de la nouvelle trilogie post-apocalyptique : 28 ans plus tard, sorti en 2025.

## Synopsis
Ce deuxième volet de la trilogie 28 ans plus tard, prolonge directement l’intrigue du film précédent, en explorant les conséquences d’un monde toujours ravagé par le virus de la rage.
Spike, accompagné du Dr. Kelson, fait face à une secte extrémiste menée par Sir Jimmy Crystal. Ce groupe vénère un étrange sanctuaire fait d’ossements humains, le Temple des Os. Alors que le virus de la rage continue de décimer les populations, une lutte idéologique et spirituelle s’engage dans un monde au bord de l’effondrement.

## Fiche technique
Sauf indication contraire, les informations mentionnées dans cette section peuvent être confirmées par les bases de données cinématographiques IMDb et Allociné,  présentes dans la section « Liens externes ».
- Titre original : 28 Years Later: The Bone Temple
- Titre français : 28 ans plus tard II : Le Temple des Os
- Réalisation : Nia DaCosta
- Scénario : Alex Garland
- Musique : Hildur Guðnadóttir
- Direction artistique : Nick Wilkinson
- Photographie : Sean Bobbitt
- Montage : Jake Roberts
- Production : Bernard Bellew, Danny Boyle, Alex Garland, Andrew Macdonald et Peter Rice

Producteur délégué : Cillian Murphy
Coproducteur : Bryony Chaplin
- Sociétés de production : Columbia Pictures, DNA Films et Decibel Films
- Sociétés de distribution : Sony Pictures Releasing (États-Unis), Sony Pictures Releasing France (France)
- Budget : N/A
- Pays de production :  États-Unis,  Royaume-Uni
- Langue originale : anglais
- Format : couleur
- Genre : horreur, science-fiction post-apocalyptique, thriller
- Dates de sortie[1] : Dates sujettes à modification
  - Royaume-Uni : 6 janvier 2026
  - France : 14 janvier 2026
  - États-Unis : 16 janvier 2026

## Distribution
- Aaron Taylor-Johnson : Jamie
- Alfie Williams : Spike
- Jack O'Connell : Sir Jimmy Crystal
- Emma Laird
- Ralph Fiennes : Le Dr. Ian Kelson
- Cillian Murphy : Jim

## Production

### Genèse et développement
En avril 2024, une suite de 28 Ans plus tard est évoquée. La réalisatrice américaine Nia DaCosta est alors annoncée en négociations pour la réalisation, à la place de Danny Boyle. Scénariste des précédents opus, Alex Garland revient à nouveau pour ce quatrième volet. En juin 2024, il est révélé, via un dépôt de droits d'auteur, que le titre du film serait 28 Years Later - part II: The Bone Temple.

### Attribution des rôles
En décembre 2024, Aaron Taylor-Johnson révèle qu'il reviendra pour le film.
En juin 2025, le producteur Danny Boyle révèle que Cillian Murphy — rôle principal du premier film et un temps envisagé pour être dans le troisième — apparaitra brièvement dans le film. Il déclare que The Bone Temple aura « droit à un peu de Cillian à la fin. […] Tout ce que je peux dire, c’est qu’il va falloir l’attendre, et qu’avec un peu de chance, sa présence nous aidera à financer le troisième film. »

### Tournage
Le tournage débute le 19 août 2024, à la suite de celui du précédent opus. En septembre 2024, Cillian Murphy est aperçu en train de tourner à Ennerdale dans le comté de Cumbria.

## Sortie et accueil
En décembre 2024, il est annoncé que la sortie américaine de 28 Years Later: The Bone Temple est fixée au 16 janvier 2026,.

## Suite
Il est précisé très tôt que le film est le second volet d'une trilogie annoncée. Alex Garland est annoncé à l'écriture des trois films. En janvier 2025, Danny Boyle confirme qu'il va réaliser le troisième opus de cette trilogie.